# Championnats du monde de taekwondo 1979
Les Championnats du monde de taekwondo 1979 se sont déroulés du 26 au 28 septembre à Stuttgart (Allemagne de l'Ouest).
Cette édition est la première à s'être tenu sur le continent européen. 38 nations étaient représentées par 453 athlètes et autres membres, ce qui représente une diminution notable par rapport à l'édition précédente, d'autant que le nombre d'épreuves a augmenté, passant de 8 à 10 catégories toujours exclusivement masculines. 

## Faits remarquables

### Une concurrence accrue
Du point de vue des résultats, trois titres ont échappé aux Sud-coréens:
- La catégorie des Poids welters remportée par le Mexicain Oscar Mendiola;
- La catégorie nouvellement créée des Light middleweight (habituellement désignée en français par Poids super welters) remportée par l'Ouest-allemand Rainer Muller
- La catégorie des Poids lourds remportée par le Néerlandais Sjef Vos.

Ces trois athlètes sont les premiers champions du monde de la discipline à ne pas être originaire d'Asie.

### Des champions qui confirment
En Poids coq, le Sud-coréen Chong Ki KIM conserve son titre.
À noter, également, la 3e médaille d'argent consécutive du Mexicain Jaime de Pablos dans la catégorie de poids la plus faible, vaincu par trois Sud-coréens différents en finale !

## Hommes[1]
| Catégorie                                    | Or              | Argent             | Bronze          |
| -------------------------------------------- | --------------- | ------------------ | --------------- |
| Poids Fin (fourchette non précisée)          | Seung Kyung LEE | Jaime de Pablos    | Dae Sang Lee    |
| Poids Fin (fourchette non précisée)          | Seung Kyung LEE | Jaime de Pablos    | Azofra Emilio   |
| Poids mouche (fourchette non précisée)       | Ki Mo YANG      | Jésus Benito       | Ramiro Guzman   |
| Poids mouche (fourchette non précisée)       | Ki Mo YANG      | Jésus Benito       | Bachir          |
| Poids coq (fourchette non précisée)          | Chong Ki KIM    | Pablio Arismendi   | Ching Sik CHOI  |
| Poids coq (fourchette non précisée)          | Chong Ki KIM    | Pablio Arismendi   | D. Veljovic     |
| Poids plume (fourchette non précisée)        | Dai Taik YIM    | Reynaldo Salazar   | B. Barth        |
| Poids plume (fourchette non précisée)        | Dai Taik YIM    | Reynaldo Salazar   | Martin Hall     |
| Poids léger (fourchette non précisée)        | Oh Sung PARK    | George Fears       | Henk Horsten    |
| Poids léger (fourchette non précisée)        | Oh Sung PARK    | George Fears       | H. Leuchter     |
| Poids Welter (fourchette non précisée)       | Oscar Mendiola  | Lindsay Lawrence   | H. Garthner Ger |
| Poids Welter (fourchette non précisée)       | Oscar Mendiola  | Lindsay Lawrence   | Moo Chun KIM    |
| Poids Super Welter (fourchette non précisée) | Rainer Muller   | Guillermo Aragonez | Chung Ho PARK   |
| Poids Super Welter (fourchette non précisée) | Rainer Muller   | Guillermo Aragonez | Hans Brugmans   |
| Poids moyens (fourchette non précisée)       | Sang Chun KIM   | R. Schultz         | Byl Be Yao      |
| Poids moyens (fourchette non précisée)       | Sang Chun KIM   | R. Schultz         | John Holloway   |
| Poids mi-lourds (fourchette non précisée)    | Chan CHUNG      | N. Nefedow         | Scott M. Rohr   |
| Poids mi-lourds (fourchette non précisée)    | Chan CHUNG      | N. Nefedow         | Abdoulaye Cisse |
| Poids lourds (fourchette non précisée)       | Sjef Vos        | Thomas Seabourne   | Keith Whittmore |
| Poids lourds (fourchette non précisée)       | Sjef Vos        | Thomas Seabourne   | Carlos Obregon  |

## Femmes
Aucune épreuve

## Tableau des médailles[1]
| Rang | Nation               | Or | Argent | Bronze | Total |
| ---- | -------------------- | -- | ------ | ------ | ----- |
| 1    | Corée du Sud         | 7  | 0      | 2      | 9     |
| 2    | Mexique              | 1  | 4      | 2      | 7     |
| 3    | Allemagne de l'Ouest | 1  | 2      | 4      | 7     |
| 4    | Pays-Bas             | 1  | 0      | 2      | 3     |
| 5    | États-Unis           | 0  | 2      | 4      | 6     |
| 6    | Espagne              | 0  | 1      | 1      | 2     |
| 7    | Royaume-Uni          | 0  | 1      | 0      | 1     |
| 8    | Australie            | 0  | 0      | 2      | 2     |
| 8    | Côte d'Ivoire        | 0  | 0      | 2      | 2     |
| 10   | Maroc                | 0  | 0      | 1      | 1     |